# Maurice (Roman)

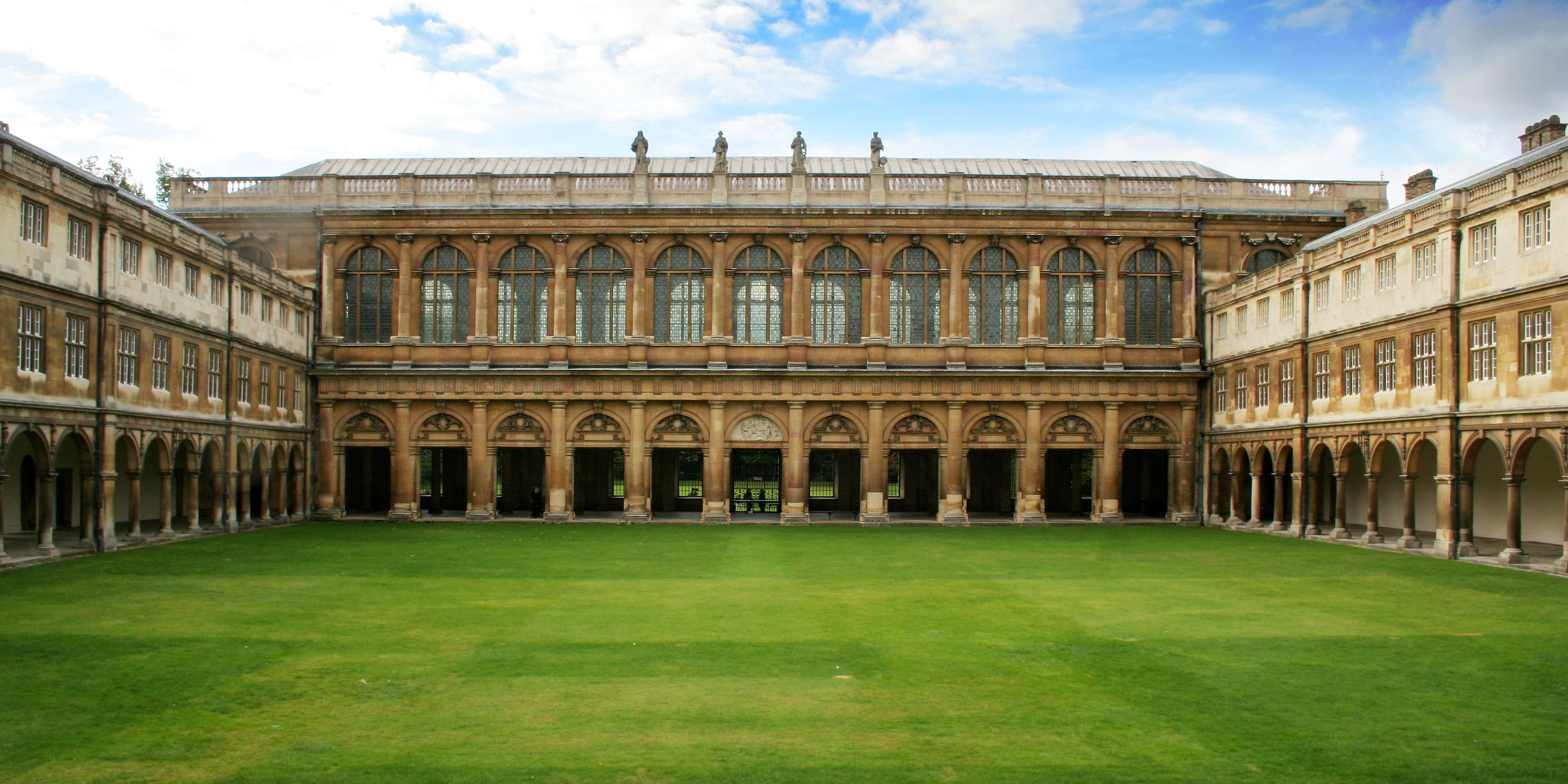
Das Trinity College an der Universität Cambridge bildet einen wichtigen Bezugspunkt der Romanfiguren.

Maurice ist ein Roman des britischen Schriftstellers E. M. Forster (1879–1970), erstmals veröffentlicht posthum im Jahr 1971. 
Der Roman wurde in hohem Maße von des Autors Freundschaft zu dem Dichter Edward Carpenter und dessen Liebesbeziehung zum Schwulenaktivisten George Merrill inspiriert. Obwohl der Roman bereits lange vor seiner Veröffentlichung in den 1970er Jahren zu Ende geschrieben worden war und mitunter auch einzelnen Freunden wie etwa dem Schriftsteller Christopher Isherwood präsentiert wurde, entschied sich der Autor schließlich aus Angst vor Repressalien gegen eine Veröffentlichung zu Lebzeiten.

## Handlung
Maurice erzählt die Geschichte eines jungen Mannes aus der Mittelklasse, der in der spätviktorianischen Gesellschaft Großbritanniens nach seiner Identität sucht. Sein Bedürfnis einen Mann zu lieben, wird von seiner Umgebung tabuisiert, ignoriert oder bestenfalls als Krankheit wahrgenommen.
Der Roman beginnt vor dem 15. Geburtstag der Hauptperson. Der Leser verfolgt Maurice’ Leben durch Internat, die Universität Cambridge bis hin zur Maklerfirma seines verstorbenen Vaters.
Maurice ist gut gewachsen, gesund, sportlich, am Beginn seiner beruflichen Karriere. Dies macht es ihm leicht, sich nach außen hin als heterosexueller Mann auszugeben. Doch in seinen Träumen, in seinen zunächst nur halb begriffenen Wünschen fühlt er anders. Im gleichen Maß, wie sich sein äußerliches, bürgerliches Leben den gesellschaftlich vorgegebenen Strukturen einfügt und anpasst, wird Maurice sich seiner Homosexualität bewusst.
Als Student in Cambridge erlebt Maurice ein tiefgreifendes emotionales und sexuelles Erwachen. Er verliebt sich in seinen Kommilitonen Clive. Es kommt aber nie zum Sex zwischen den beiden jungen Männern. Letztlich scheitert die Beziehung, als Clive beschließt, zu heiraten. Clive ergibt sich dem gesellschaftlichen Druck und verleugnet seine Homosexualität. Maurice versucht vergeblich, seine sexuellen Wünsche ebenfalls zu überwinden. Weder der väterliche Rat (oder eher: das väterliche Unverständnis) des Hausarztes, noch die Versuche eines Hypnotiseurs können ihm helfen: Maurice verliebt sich in Alec Scudder, den Wildhüter auf Clives Landsitz Penge. Der Roman endet unrealistisch, aber glücklich. Forster schrieb, dass das „Happy Ending“ zwar nicht plausibel erscheine, er habe aber nicht gewollt, dass der Romanheld scheitere.

## Posthume Veröffentlichung und Hintergrund
Geschrieben zwischen 1913 und 1914, hielt Forster seinen Roman mehr als ein halbes Jahrhundert vor der Öffentlichkeit geheim. Nur ihm sehr nahestehende Freunde durften das Manuskript lesen. Forster verfügte in seinem Testament, den Roman erst ein Jahr nach seinem Tode zu veröffentlichen. Es existieren zwei Fassungen des Romans. Auf das Deckblatt des ersten Manuskripts hatte Forster 1914 den Satz „Publishable – but worth it?“ („Zur Veröffentlichung geeignet – aber ist es das wert?“) geschrieben. Er widmete das Buch „einer glücklicheren Zeit“.  1960 erstellte Forster mit der Schreibmaschine ein weiteres Manuskript des Romans, das teilweise erheblich von der handschriftlichen Fassung abwich. Dieses zweite Manuskript wurde schließlich für die Veröffentlichung 1971 verwendet, es erschien damit kurz nach der Legalisierung von Homosexualität in Großbritannien.
Forster entschied sich bewusst für das positive Ende, um damit ein positives Zeichen zu setzen. Er hatte aber auch ein reales Vorbild für diese Beziehung, nämlich die zwischen dem befreundeten Dichter Edward Carpenter und dem aus der Arbeiterklasse kommenden George Merrill (1866–1928). Forster war nach einem Besuch bei Carpenter und Merrill, die im ländlichen Derbyshire lebten, zu dem Roman inspiriert. Die Figur des „queeren“ Risley basiert auf Lytton Strachey und die des keuschen Clive auf H. O. Meredith, in welchen sich Forster während seiner Zeit in Cambridge verliebte. Alle drei waren Mitglieder der Cambridge Apostles.

## Adaptionen
Der Roman wurde von Ismail Merchant und James Ivory mit James Wilby und Hugh Grant in den Hauptrollen verfilmt, siehe Maurice (Film).
Im englischsprachigen Raum gab es mehrere Theaterproduktionen des Romans.
- William di Canzio: Alec, New York: Farrar, Straus and Giroux 2021, ISBN 978-0-374-10260-9